# مروان القواسمي
مروان قواسمي من مواليد 1985. اسير محرر وناشط من نشطاء حركة حماس، متهم باختطاف الشبان الإسرائيليين الثلاثة في منطقة الخليل في 12 يونيو/حزيران 2014 مع ناشط اخر هو عامر أبو عيشة.
في مساء الأثنين 30 يوينو/حزيران، تم العثور على جثث المستوطنين الثلاثة بعد 18 يوما في مغارة قرب حلحول شمالي الخليل. وكان الجيش قد شن عملية عسكرية للبحث عن الخاطفين.
وقد اعتقل القواسمي وعمره 18 عاما، وحكم عليه في حينه بالسجن مدة 20 شهرا. واعتقل لاحقا أربع مرات أخرى، بينها اعتقالات إدارية. وبحسب الشاباك ففي التحقيق الأخير معه، قبل 4 سنوات اعترف بأنه ضمن الذراع العسكري لحماس، وأنه شارك في تدريبات عسكرية في منطقة الخليل، وأطلق سراحه في آذار/مارس من العام 2012.